# Menelik I
Menelik I s-a născut în localitatea Hamasien din Eritreea și a fost fiul lui Solomon și al reginei din Saba.
Tradiția spune ca Regina din Saba când s-a întors din Israel, era însărcinată de regele Solomon. Se zice că el a dus Arca Alianței în Etiopia când a făcut o călătorie pentru a-l cunoaște pe tatăl său. Potrivit relatărilor tradițiilor etiopiene, Solomon i-a oferit lui Menelik tronul lui Israel și acesta a refuzat. În schimb, a cerut să se întoarcă cu persoane intelectuale și preoți, cu care pretindea să obțină succesele lui Solomon în Eritreea. Solomon i-a făcut o copie a legilor din templu, dar Menelik le-a substituit cu cea reală și a dus pe cea adevărată în capitala Axum, unde - potrivit legendei - încă se află în Biserica Sfânta Maria din Sion.
La întoarcere mama lui l-a numit rege, convertindu-se în Menelik I, care a proclamat poporul etiopian " poporul ales de Dumnezeu"